# 第13回全日本女子サッカー選手権大会
第13回全日本女子サッカー選手権大会（だい13かいぜんにほんじょしさっかーせんしゅけんたいかい）は、1992年3月21日から3月26日に行われた全日本女子選手権大会。日本女子サッカーリーグ(JLSL)参加チームが4チーム増加した関係から出場20チームとなり試合日も1日増加。神奈川県3会場、東京都2会場での実施となり、国立西が丘サッカー場で決勝を開催した。
準々決勝でJLSL参加の上位8チームが残り、準決勝でもリーグ4位の日興證券ドリームレディースが同5位の日産FCレディースを破ったほかはリーグ成績の上位チームが勝利。準決勝も上位2チームが順当に勝利し、迎えた決勝戦ではリーグ2位の鈴与清水FCラブリーレディースが同優勝の読売サッカークラブ女子・ベレーザをPK戦の末に勝利して初優勝を飾った。3位は日産FCレディースとプリマハムFCくノ一であった。

## 成績
- 優勝：鈴与清水FCラブリーレディース
- 準優勝：読売サッカークラブ女子・ベレーザ
- 第3位：日産FCレディース、プリマハムFCくノ一

## 出場チーム

### 日本女子サッカーリーグ
（第3回JLSL成績順）
- 読売サッカークラブ女子・ベレーザ
- 鈴与清水FCラブリーレディース
- プリマハムFCくノ一
- 日興證券ドリームレディース
- 日産FCレディース
- 田崎神戸レディース（←田崎真珠神戸FCレディース）
- 新光精工FCクレール
- 旭国際バニーズ
- 松下電器レディースサッカークラブ・バンビーナ
- フジタ天台SCマーキュリー

### 北海道地域
- FC標茶レディース

### 東北地域
- 石巻市立女子商業高等学校

### 関東地域
- 相模原サッカークラブ
- 日本体育大学

### 北信越地域
- 富山レディース

### 東海地域
- シロキFCセレーナ

### 関西地域
- 大阪体育大学

### 中国地域
- 宇部スーパーレディース

### 四国地域
- 愛媛県立宇和島南高等学校

### 九州地域
- 熊本県立大津高等学校

## 開催方式

### 試合規定
- 試合時間
  - 1、2回戦、準々決勝:60分（30分ハーフ）
  - 準決勝、決勝:80分（40分ハーフ）
  - 規定時間内に決しない場合はPK戦。ただし準決勝以後は20分（10分ハーフ）の延長戦を行い、決しない場合はPK戦。

### 試合会場
1回戦
- 町田市立野津田公園陸上競技場
- 海老名運動公園陸上競技場

2回戦
- 町田市立野津田公園陸上競技場
- 海老名運動公園陸上競技場
- 川崎市等々力陸上競技場
- 厚木市荻野運動公園競技場

準々決勝
- 国立西が丘サッカー場
- 厚木市荻野運動公園競技場

準決勝・決勝
- 国立西が丘サッカー場

## 結果

### 1回戦
| 1992年3月21日 12:00 |

| 富山レディース | 0 - 3 | フジタ天台SCマーキュリー |
|                |       |                          |

| 町田市立野津田公園陸上競技場 |

| 1992年3月21日 14:00 |

| 石巻市立女子商業高等学校 | 1 - 0 | 大阪体育大学 |
|                          |       |              |

| 町田市立野津田公園陸上競技場 |

| 1992年3月21日 12:00 |

| 宇部スーパーレディース | 0 - 4 | 熊本県立大津高等学校 |
|                        |       |                      |

| 海老名運動公園陸上競技場 |

| 1992年3月21日 14:0 |

| 松下電器レディースサッカークラブ バンビーナ | 0 - 0 | シロキFCセレーナ |
|                                             |       |                  |
|                                             | PK戦  |                  |
|                                             | 3 - 0 |                  |

| 海老名運動公園陸上競技場 |

### 2回戦
| 1992年3月22日 12:00 |

| 読売サッカークラブ女子・ベレーザ | 3 - 0 | フジタ天台サッカークラブ・マーキュリー |
|                                  |       |                                        |

| 町田市立野津田公園陸上競技場 |

| 1992年3月22日 12:00 |

| 相模原サッカークラブ | 1 - 2 | 旭国際バニーズ |
|                      |       |                |

| 川崎市等々力陸上競技場 |

| 1992年3月22日 14:00 |

| 日産FCレディース | 11 - 0 | FC標茶レディース |
|                  |        |                  |

| 川崎市等々力陸上競技場 |

| 1992年3月22日 14:00 |

| 石巻市立女子商業高等学校 | 0 - 5 | 日興證券ドリームレディース |
|                          |       |                            |

| 町田市立野津田公園陸上競技場 |

| 1992年3月22日 12:00 |

| プリマハムFCくノ一 | 7 - 0 | 熊本県立大津高等学校 |
|                    |       |                      |

| 海老名運動公園陸上競技場 |

| 1992年3月22日 12:00 |

| 愛媛県立宇和島南高等学校 | 0 - 2 | 田崎神戸レディース |
|                          |       |                    |

| 厚木市荻野運動公園競技場 |

| 1992年3月22日 14:00 |

| 新光精工FCクレール | 0 - 0 | 日本体育大学 |
|                    |       |              |
|                    | PK戦  |              |
|                    | 4 - 2 |              |

| 厚木市荻野運動公園競技場 |

| 1992年3月22日 14:00 |

| 松下電器レディースサッカークラブ バンビーナ | 0 - 3 | 鈴与清水FCラブリーレディース |
|                                             |       |                              |

| 海老名運動公園陸上競技場 |

### 準々決勝
| 1992年3月23日 12:00 |

| 読売サッカークラブ女子・ベレーザ | 3 - 0 | 旭国際バニーズ |
|                                  |       |                |

| 国立西が丘サッカー場 |

| 1992年3月23日 14:00 |

| 日産FCレディース | 2 - 1 | 日興證券ドリームレディース |
|                  |       |                            |

| 国立西が丘サッカー場 |

| 1992年3月23日 12:00 |

| プリマハムFCくノ一 | 3 - 1 | 田崎神戸レディース |
|                    |       |                    |

| 厚木市荻野運動公園競技場 |

| 1992年3月23日 14:00 |

| 新光精工FCクレール | 0 - 5 | 鈴与清水FCラブリーレディース |
|                    |       |                              |

| 厚木市荻野運動公園競技場 |

### 準決勝
| 1992年3月25日 13:00 |

| 読売サッカークラブ女子・ベレーザ | 4 - 0 | 日産FCレディース |
|                                  |       |                  |

| 国立西が丘サッカー場 |

| 1992年3月25日 15:00 |

| プリマハムFCくノ一 | 0 - 1 | 鈴与清水FCラブリーレディース |
|                    |       |                              |

| 国立西が丘サッカー場 |

### 決勝
| 1992年3月26日 14:00 |

| 読売サッカークラブ女子・ベレーザ | 0 - 0 (延長) | 鈴与清水FCラブリーレディース |
|                                  |              |                              |
|                                  | PK戦         |                              |
|                                  | 1 - 3        |                              |

| 国立西が丘サッカー場 |